# Ponte (nautica)

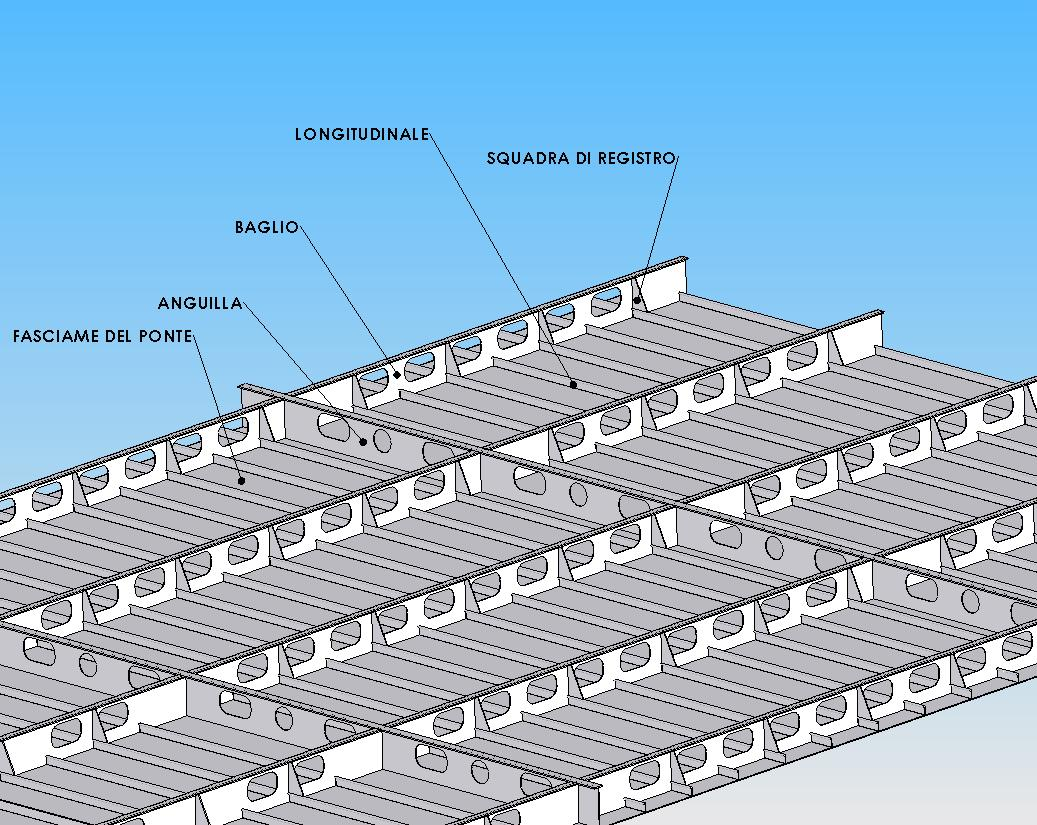
Modello CAD del ponte di una nave in acciaio, posizionato con le strutture verso l'alto (capovolto).

Il ponte di una nave è quella parte strutturale, generalmente estesa da prua a poppa, avente funzione di copertura di stive, depositi e locali sottostanti ed, eventualmente, base per altre stive depositi o locali sovrastanti.

## Tipi
Dal punto di vista dell'architettura navale, si distinguono le seguenti tipologie:
- Ponte di forza, è quello più alto, completo (esteso cioè per tutta la lunghezza della nave), che contribuisce alla robustezza longitudinale della nave.
- Ponte delle paratie, è quello sul quale si intestano tutte le paratie stagne trasversali o longitudinali si definiscono così i compartimenti stagni. Il Titanic pur essendo dotato di paratie stagne trasversali, non aveva questo ponte, quindi l'acqua una volta raggiunto l'orlo superiore allagava il compartimento adiacente.
- Ponte di bordo libero, è il più alto ponte stagno, sul quale ed al di sotto del quale tutte le aperture a fasciame sono dotate di mezzi di chiusura stagni.
- Ponte di stazza, è quello più alto che racchiude il volume valido per il computo della stazza secondo i vari regolamenti.

Da notare che in molti casi questi ponti coincidono nella stessa struttura, cioè il ponte di forza può essere contemporaneamente anche quello delle paratie e di bordo libero. In genere, poi, si indica come ponte principale quello più alto continuo da prora a poppa.
Dal punto di vista funzionale invece si identificano le seguenti varietà:
- Ponte di coperta, nelle navi mercantili è il ponte esposto più alto che copre le stive o cisterne.
- Ponte garage, sui traghetti è il ponte adibito al trasporto di veicoli gommati o ferroviari. Spesso sono presenti delle coppelle, dispositivi atti a facilitare il rizzaggio dei mezzi.
- Ponte di volo, sulle navi dotate di spazi idonei e collaudati, è il ponte sul quale decollano ed appontano gli aerei e gli elicotteri imbarcati; può essere angolato rispetto all'asse della nave (ne è un esempio lo sky jump della portaerei Cavour).
- Ponte lido, sulle navi passeggeri è quello destinato alle attività all'aria aperta ed alla tintarella; spesso è dotato di piscine; su queste navi gli altri ponti destinati a cabine o locali pubblici (ristoranti, teatri casinò...) hanno generalmente nomi evocativi e romantici (ponte Casanova, ponte Primavera...)
- Ponte batteria, sulle antiche navi a vela era quello sul quale erano installata l'artiglieria
- Ponte corridoio, tipico delle navi militari è il ponte sotto quello principale (eventualmente primo ponte corridoio, secondo ponte corridoio...)

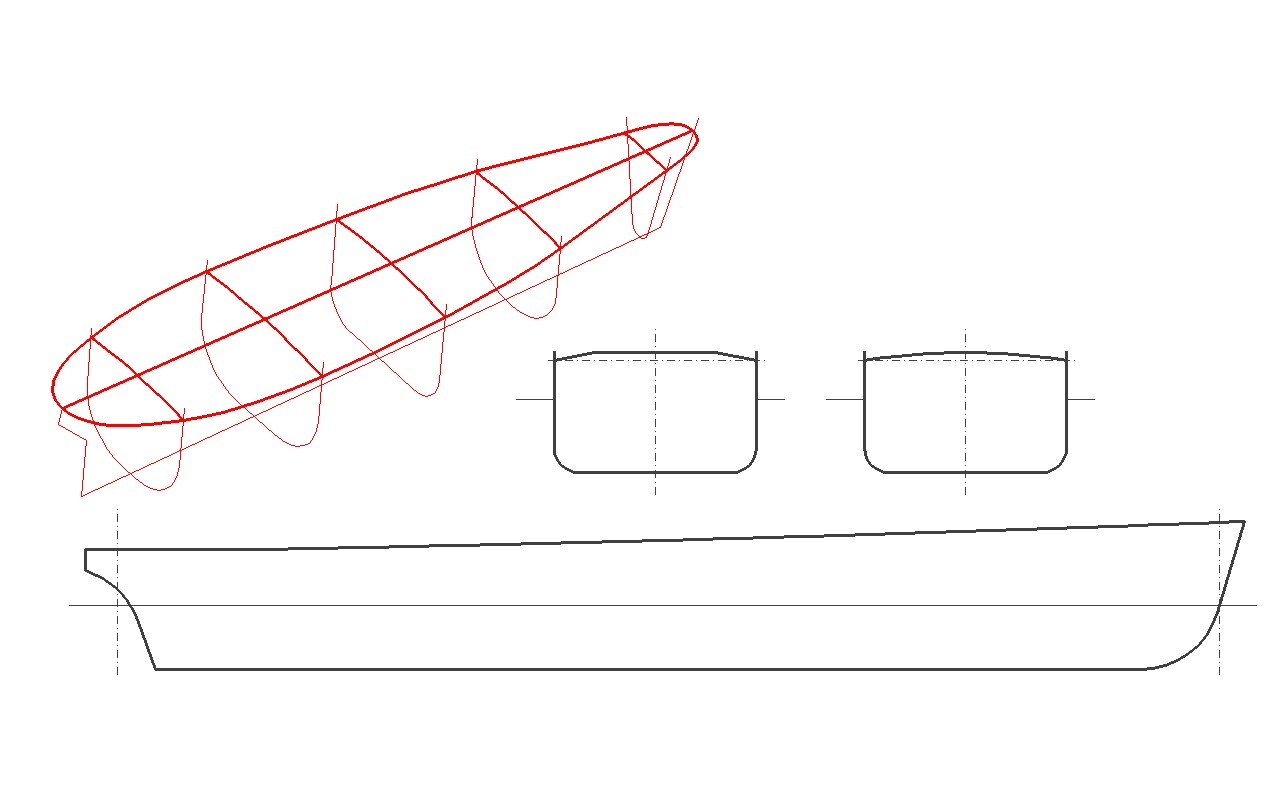
Schema di bolzone e cavallino

## Geometria
I ponti, particolarmente se esposti al mare od alle intemperie, sono spesso dotati di curvatura sia in senso trasversale che longitudinale; questa forma ha la funzione principale di evitare l'accumularsi di acqua, convogliando gli eventuali apporti dovuti alla pioggia od al mare mosso verso le aperture praticate sul fasciame (scarichi grandi masse).
L'accumulo di acqua sul ponte è assolutamente da evitare in quanto incide sulle caratteristiche di stabilità della nave.
Il bolzone è la curvatura trasversale. Sulle navi in legno o sugli yacht è spesso realizzata effettivamente con una curva, esteticamente pagante e semplice da realizzare almeno per quanto riguarda il legno; sulle navi in acciaio spesso l'arco del bolzone è trasformato in una struttura trapezia che evita di dover curvare le lamiere ed ha gli stessi effetti pratici.
L'insellatura (o cavallino) è la curvatura longitudinale della sommità delle murate e quindi della falchetta. Nella maggioranza dei casi l'insellatura aumenta da poppa a prora; in qualche raro caso si ha un'insellatura negativa (detta "cavallino rovescio"), usata essenzialmente per motivi estetici specie sugli scafi plananti veloci.
L'insellatura ha l'effetto di aumentare il bordo libero a prora, caratteristica utile soprattutto per quelle navi destinate ad affrontare spesso il mare grosso:  in quelle condizioni, infatti, il beccheggio indotto dalle onde tende a diminuire l'altezza di bordo libero a prora.
Come per il bolzone, anche il cavallino può essere realizzato con una curva (un ramo di parabola) o più semplicemente mediante piani inclinati.
Un ponte dotato di bolzone e cavallino curvi descrive una superficie geometrica piuttosto complessa.

## Struttura
Nella struttura del ponte di una moderna nave in acciaio (o in lega leggera), si identificano: il fasciame, gli elementi di rinforzo primari, quelli secondari, e le strutture di sostegno.

### Fasciame
Chiamato anche pelle, viene realizzato da lamiere saldate di testa, spesso dopo aver eseguito un'adeguata preparazione dei lembi (cianfrinatura). 
Spesso, in corrispondenza di grandi aperture (per boccaporti, scale...) vengono posti degli inserti di spessore maggiore aventi lo scopo di assorbire le concentrazioni di tensione causate dalla discontinuità generata dall'apertura stessa.
Le sole lamiere saldate non sarebbero in grado, però, di sopportare i carichi cui è soggetto il ponte; che deve essere quindi rinforzato.

### Rinforzi primari
Sono costituiti da travi quasi sempre di sezione a T, di solito realizzate saldando un elemento verticale, l'anima, ad uno orizzontale, la piattabanda. L'uso di profilati commerciali è molto più raro.
Queste travi prendono il nome di anguille se disposte longitudinalmente o bagli se posizionate trasversalmente al ponte.
L'anima viene generalmente forata allo scopo di alleggerire la struttura e consentire il transito di vari impianti (condotte per aria condizionata, cavi elettrici, tubi dell'impianto antincendio, per il carburante, il vapore, l'aria compressa...)
Bagli ed anguille si intersecano ortogonalmente, e definiscono così dei pannelli di fasciame del ponte di dimensioni limitate (tipicamente rettangoli con alcuni metri di lato).

### Rinforzi secondari
I pannelli definiti dai rinforzi primari, vengono irrigiditi saldandovi gli elementi secondari, costituiti da profili laminati:  piatti, se a sezione rettangolare, angolari se ad L, oppure piatti a bulbo costituiti da una sezione rettangolare con un ringrosso ad una estremità che ne sposta l'asse neutro; questi ultimi sono tipici delle costruzioni navali.
Generalmente la sezione dei rinforzi secondari è alta circa un terzo dell'altezza delle travi.
A seconda del tipo di struttura della nave (longitudinale o trasversale), questi elementi sono detti rispettivamente: longitudinali comuni o bagli comuni; gli elementi secondari intersecano quelli primari, le travi vengono quindi dotate di apposite aperture, gli intagli (nella struttura longitudinale i bagli sono intagliati dai longitudinali comuni; nella struttura trasversale sono le anguille ad essere intagliate dai bagli comuni).
Gli elementi secondari sono collegati ai primari per mezzo di squadre, dette di registro.

### Strutture di sostegno
Il ponte viene sostenuto da altre strutture che trasmettono le sollecitazioni alle altre strutture della nave; questi elementi sono:
- i puntelli, elementi equiparabili alle colonne dell'architettura realizzati con tubi a sezione circolare o quadra posti generalmente all'intersezione di bagli ed anguille.
- le costole, che sono gli elementi di irrobustimento del fasciame esterno.
- le paratie sottostanti.

## Curiosità
- Per facilitare la saldatura dei vari elementi che costituiscono il ponte, questo viene generalmente realizzato capovolto; realizzandolo invece alla via si dovrebbero eseguire un gran numero di saldature nella scomoda posizione sopratesta.
- Le navi chimichiere hanno spesso le stive di pregiati e costosi acciai inossidabili, necessari a causa delle particolarità del carico. Di solito le strutture del ponte di coperta (bagli, anguille e longitudinali) sono poste sopra (quindi fuori dalle cisterne) invece che sotto il ponte proprio per poterle realizzare in acciaio comune.